# Thysanoteuthis rhombus
Thysanoteuthis rhombus är en bläckfiskart som beskrevs av Franz Hermann Troschel 1857. Thysanoteuthis rhombus ingår i släktet Thysanoteuthis och familjen Thysanoteuthidae. Inga underarter finns listade i Catalogue of Life.